# デビッド・ブラット
デビッド・マイケル・ブラット（David Michael Blatt,1959年5月22日 - ）は、イスラエル系アメリカ人のバスケットボール指導者。マサチューセッツ州ボストン出身。ユーロリーグでマッカビ・テルアビブBCのヘッドコーチを務め、2014年の最優秀コーチ賞を受賞した。その後NBAでクリーブランド・キャバリアーズのヘッドコーチを1シーズン半勤めた。

## 経歴

### プレーヤー
1977年から1981年まで、プリンストン大学タイガースで、ポイントガードとしてプレーした。1981年には、ユダヤ人スポーツ選手が参加する国際総合競技大会であるマカビア競技大会にアメリカ代表として出場し、金メダルを獲得している。その後、イスラエル・バスケットボール・スーパーリーグのハポエル・エルサレムBCなどで、1993年までプレーした。

### コーチ

#### ユーロリーグ
マッカビ・テルアビブBCでのヘッドコーチとしての実績から、ユーロリーグの最優秀コーチ賞を受賞した。

#### NBA
2014年、クリーブランド・キャバリアーズのヘッドコーチに就任。就任1年目の2014-15シーズンでいきなりキャブスをNBAファイナルに導き、同じくして就任1年目でゴールデンステート・ウォリアーズをNBAファイナルに導いたスティーブ・カーとの新人ヘッドコーチ同士のNBAファイナルが実現した。
続く2015‐16シーズンも首位を維持していたが、前シーズン覇者ウォリアーズに２戦全敗(特に本拠地クイックン・ローンズ・アリーナで行われた試合では34点差という歴史的大敗を喫した)を理由に解任された。

## 人物
息子のタミール（英語版）はバスケットボール選手であり、イスラエル代表としてプレーしている。